# Pegasus-Klasse (2016)
Als Pegasus-Klasse wird eine Baureihe von Containerschiffen der Mediterranean Shipping Company bezeichnet. Sie besteht aus zwölf Schiffen, welche zwischen Mai 2016 und März 2017 abgeliefert wurden. Sie zählen zu den größten Containerschiffen weltweit.

## Geschichte
Die Baureihe wird seit 2015 von den südkoreanischen Werften Daewoo Shipbuilding & Marine Engineering und Samsung Heavy Industries gebaut. Die Schiffe wurden 2014 von den chinesischen Unternehmen Bank of Communications (BoCom), Minsheng Financial Leasing (Daewoo) und Quantum Pacific (Samsung) in Auftrag gegeben. Betreiber der Baureihe ist die in Genf ansässige Mediterranean Shipping Company (MSC). Die Schiffe sollen im Liniendienst zwischen Europa und Ostasien eingesetzt werden.
Das erste Schiff wurde am 12. Februar 2016 auf den Namen MSC Jade getauft. Es löste mit 19.437 TEU die Einheiten der Olympic-Serie mit 19.224 TEU mit dem Titel der Containerschiffe mit der höchsten nominalen Zahl an Containerstellplätzen ab.

## Technik

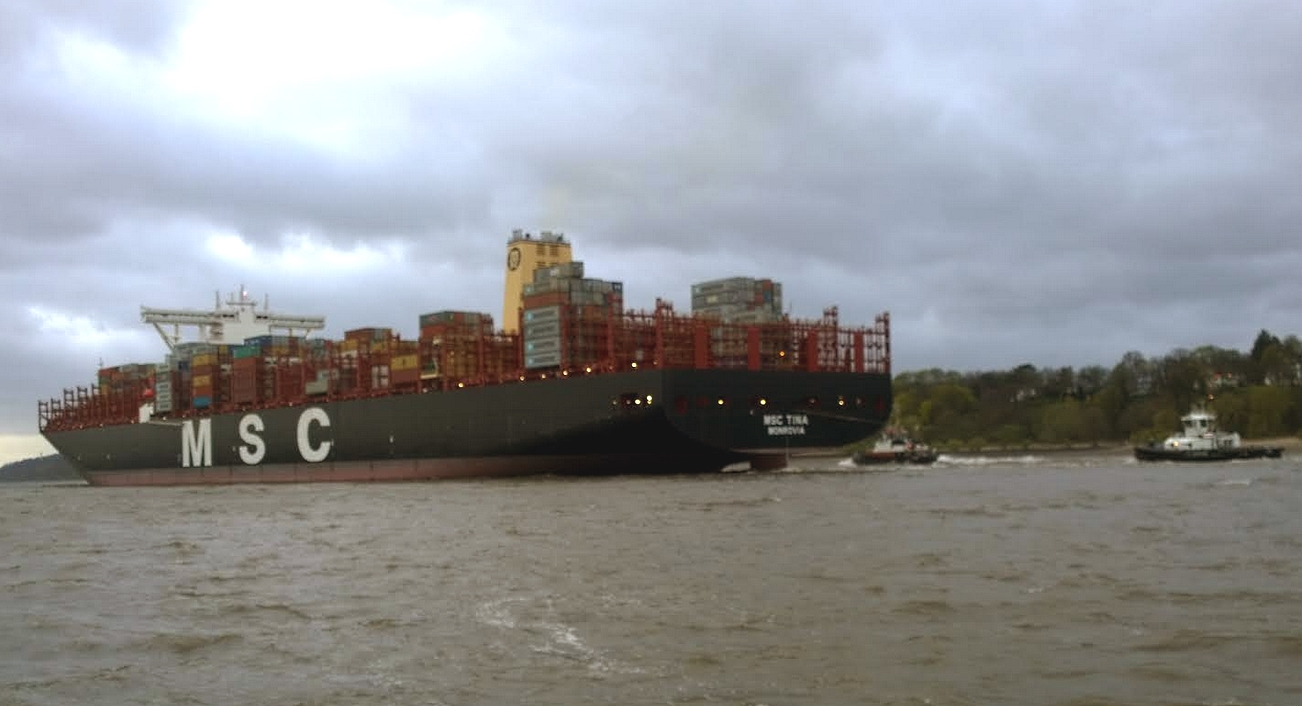
MSC Tina ausgehend Hamburg

Die beim DNV GL klassifizierten Schiffe zählen zur Gruppe der ULCS-Containerschiffe. Sie haben vergleichbare Abmessungen wie die Einheiten der Olympic-Serie bei etwas größerer Anzahl an Containerstellplätzen und geringfügig höherer Tragfähigkeit.
Das Deckshaus ist weiter vorn als bei der Mehrzahl der herkömmlichen Containerschiffe angeordnet, was einen verbesserten Sichtstrahl und somit eine höhere vordere Decksbeladung ermöglicht. Vor dem Deckshaus befinden sich neun 40-Fuß-Bays, dahinter 11 Bays und hinter dem Maschinenaufbau vier weitere Bays. Die Bunkertanks sind unterhalb des Aufbaus angeordnet; sie erfüllen die einschlägigen MARPOL-Vorschriften. Die Laderäume der Schiffe werden mit Pontonlukendeckeln verschlossen. Die maximale Containerkapazität liegt bei nominal 19.437 TEU.
Bei voller Ausnutzung der Stellplatzkapazität könnte ein durchschnittliches Containergewicht von rund 10,2 Tonnen transportiert werden; beim für Vergleichszwecke üblicherweise angenommenen durchschnittlichen Containergewicht von 14 Tonnen verringert sich die Kapazität auf rund 14.000 Einheiten. Weiterhin sind 1800 Anschlüsse für Integral-Kühlcontainer vorhanden.
Der Antrieb der Schiffe ist ein Zweitakt-Dieselmotor des Typs B&W 11G95ME-C9.5, der auf einen einzelnen Festpropeller wirkt.

## Die Schiffe
| Pegasus-Klasse  | Pegasus-Klasse      | Pegasus-Klasse | Pegasus-Klasse                                       | Pegasus-Klasse                                | Pegasus-Klasse             |
| Bauname         | Bauwerft/ Baunummer | IMO-Nummer     | Kiellegung Stapellauf Ablieferung                    | Auftraggeber                                  | Umbenennungen und Verbleib |
| --------------- | ------------------- | -------------- | ---------------------------------------------------- | --------------------------------------------- | -------------------------- |
| MSC Jade        | DSME/4296           | 9762326        | 10. Dezember 2015 12. Februar 2016 16. Mai 2016      | Ocean Wind Shipping MSC                       | in Fahrt                   |
| MSC Ditte       | DSME/4297           | 9754953        | 14. Dezember 2015 1. April 2016 22. Juni 2016        | Xianggui International Ship Lease Company MSC | in Fahrt                   |
| MSC Diana       | SHI/H2138           | 9755933        | 16. November 2015 23. Februar 2016 30. Juni 2016     | Tiny Box Shipping Company MSC                 | in Fahrt                   |
| MSC Ingy        | SHI/H2139           | 9755945        | 6. November 2015 16. April 2016 6. Juli 2016         | Jumbo Box Shipping Company MSC                | in Fahrt                   |
| MSC Reef        | DSME/4298           | 9754965        | 4. Dezember 2015 29. April 2016 27. Juli 2016        | Xiangfu International Ship Lease Company MSC  | in Fahrt                   |
| MSC Mirja       | DSME/4299           | 9762338        | 14. Dezember 2015 9. Juni 2016 7. September 2016     | Ocean Voice Shipping MSC                      | in Fahrt                   |
| MSC Eloane      | SHI/H2140           | 9755957        | 9. Dezember 2015 18. Juni 2016 28. September 2016    | Mega Box Shipping Company MSC                 | in Fahrt                   |
| MSC Mirjam      | SHI/H2156           | 9767376        | 18. Dezember 2015 15. August 2016 16. November 2016  | Giant Box Shipping Company MSC                | in Fahrt                   |
| MSC Erica       | DSME/4300           | 9755191        | 30. Dezember 2015 26. August 2016 16. November 2016  | Longyang International Ship Lease Company MSC | in Fahrt                   |
| MSC Tina        | DSME/4301           | 9762340        | 30. Dezember 2015 12. November 2016 15. Februar 2017 | Ocean Tone Shipping Limited MSC               | in Fahrt                   |
| MSC Rifaya      | SHI/H2157           | 9767388        | 29. Dezember 2015 6. Oktober 2016 9. Februar 2017    | Titan Box Shipping Company Limited MSC        | in Fahrt                   |
| MSC Leanne      | SHI/H2158           | 9767390        | 7. Dezember 2015 20. November 2016 22. März 2017     | Giga Box Shipping Company Limited MSC         | in Fahrt                   |
| Daten: Equasis, |                     |                |                                                      |                                               |                            |